# El Escorial
Kraljevski samostan i palača El Escorial (španjolski: El Real Monasterio de El Escorial) je povijesna rezidencija španjolskih kraljeva koja se sastoji od samostana, crkve, kraljevske palače, muzeja i škole. Nalazi se oko 45 km sjeverozapadno od Madrida u naselju San Lorenzo de El Escorial, autonomna zajednica Madrid.
Dana 2. studenog 1984. godine upisan je na UNESCO-ov popis mjesta svjetske baštine u Europi. El Escorial je iznimno popularna turistička destinacija koju svake godine posjeti oko pola milijuna turista.

## Povijest
Kompleks je u duhu protureformacije dao izgraditi Filip II., španjolski kralj, ističući svoju povezanost s rimokatoličkom crkvom. Kada je Filip II. odlučio sagraditi ovu monumentalnu palaču, Madrid još nije bio glavni grad Španjolske. Naime, Filip je 10. kolovoza 1557. godine, na dan svetoga Lovre pobijedio Francuze kod St. Quentina. Escorial je trebao biti sjećanje na tu pobjedu, a njegov rešetkast tlocrt simbolizirati lomaču na kojoj je sveti Lovro umro mučeničkom smrću.
Španjolski arhitekt Juan Bautista de Toledo (oko 1530. – 1597.), koji se naukovao u Rimu i Napulju, je počeo utjelovljavati kraljevsku ideju 1559. god. Nakon trideset godina gradnje i potrošenih 5.260.570 dukata, kompleks je dovršio njegov učenik Juan de Herrera.
Filipovim nasljednicima nije se svidio strogi nacrt palače te su je često "ispravljali" u 17. i 18. stoljeću. Ali tijekom toga vremena El Escorial nije promijenio svoj karakter španjolske, svjetovne i vjerske, rezidemcije. 
Samostanom su upravljali augustinski heremiti koji su tu i danas.

## Odlike
El Escorial svoje ime duguje lokalitetu na kojemu je izgrađen; to je podnožje planine Abantos (Sierra de Guadarrama) koje je polupošumljeno i ogoljeno vjetrom s velikim nakupinama šljake (španjolski: scoria), ostale nakon dugogodišnjeg iskapanja željezne rudače.
Toledo i Herrera izveli su 207 m dugačak i 161 m širok pravokutnik s tornjevima na sva četiri ugla. Samostanska palača ima 16 dvorišta, 2.673 prozora, 1.200 vrata, 86 stubišta i 88 vodoskoka, čiji hodnici, ako bi se prolazilo njima, zahtijevaju 160 kilometara hoda. 
Veliki ulaz u Escorial smješten je u sredini zapadnog pročelja a otvara se u Patio de los Reyes, atrij crkve u pozadini. Građevina ima jednu golemu samostansku crkvu po uzoru na crkvu Sv. Petra u Rimu, te kraljevsku palaču, u kojoj je Filip II. za sebe želio "samo jednu ćeliju gdje ce odmarati svoje umorno tijelo". Talijanski utjecaj se najviše osjeća u zapadnom pročelju s dorskim stupovima i kupolom u obliku polukugle, tipa koji su upotrebljavali Bramante i drugi. Smještaj kora iznad nadsvođenog vestibula na zapadnom dijelu (čime je skraćen dugi krak kako bi crkva dobila tlocrt grčkog križa) je španjolsko obilježje. Samostan s četiri klaustra s arkadama zaprema jugozapadni dio Escoriala, a ima vlastiti ulaz na zapadnom pročelju. Istočno od samostana nalazi se veliko dvorište, Patio de los Evangelistas.
Kolegij zauzima sjeverozapadnu četvrt, a poput samostana na suprotnoj strani, podijeljen je na četiri dvorišta, a ulaz je na zapadnom pročelju. Veliko dvorište u sjeveroistočnom kutu Escoriala povezano je sa svečanim odajama koje se ističu iza crkve.
U kompleksu se nalaze i muzej, knjižnica i kraljevski mauzolej (Panteón de los Reyes) s lijesovima mnogih španjolskih kraljeva. Tu je Filip pokopao i svog oca, Karla I. (poznatijeg kao Karlo V., cara Svetog Rimskog Carstva). Mjesto kraj mrtvog kralja ostalo je prazno jer na natpisu kraj grobnog mjesta piše: "Ako potomak Karla V. nadmaši kralja smjelošću svojih djela, neka sebi uzme to mjesto". Što Filip II. svojim djelima nije prisvojio. 
Šturi i strogi stil Escoriala povjesničari su, prema njegovom arhitektu, prozvali "Herrerovim stilom" (Estilo herreresco). Od kada je dovršena nisu utihnuli glasovi kritičara koji joj zamjere bezgraničnu rasipnost i graditeljsko podilaženje španjolskoj dvorskoj eliti. No, za većinu Španjolaca El Escorial je španjolski građevinski spomenik, kao što je Don Quijote simbol španjolskog pjesništva.

## Galerija
- Dvorište Evanđelista s Panteonom
- Kraljevski mauzolej Panteon (Panteo) iznutra
- Knjižnica
- Oslikani zidovi "Dvorane bitaka"
- Svod iznad glavnog stubišta
- Oslikani hodnik samostana